# Frisk Asker
Frisk Asker (auch IF Frisk Asker Ishockey) ist ein Eishockeyverein aus dem norwegischen Asker, der zurzeit in der GET-ligaen spielt. Ihre Heimspiele werden in der Askerhallen ausgetragen. Die Vereinsfarben sind grün, rot und weiß.

## Geschichte
Die Eishockey-Abteilung des IF Frisk wurde am 5. Februar 1922 gegründet und ist damit einer der ältesten Eishockeyvereine Norwegens. Bis in die späten 1960er Jahre spielte der Verein durchgehend in den unteren regionalen Ligen. Der Aufschwung kam erst mit der Investition von Bjørn Mortensen, der dem IF Frisk eine neue Heimat schenkte. Er ließ eine Eishalle errichten, was einen großen Fortschritt bedeutete, da der Club für gewöhnlich auf Natureisbahnen spielte.
1969 wurde die Askerhalle fertiggestellt, womit die Infrastruktur für Großes geschaffen war, allerdings fehlte es sportlich an Klasse. So entschied der Verein zur neuen Saison mit dem Eishockeyklub IK Tigrene aus Oslo zu fusionieren, die eine gegenteilige Problematik durchlebten, nämlich schlechte Infrastruktur, aber viele gute Spieler. Mit diesem klugen Schachzug gelang Frisk Asker in wenigen Jahren der Sprung in die Elite Norwegens. 1970 feierte die Mannschaft auch schon den ersten Erfolg und wurde Vizemeister, genauso wie 1972. Im selben Jahr erlitt der Verein aber auch einen schweren Rückschlag, als die Askerhalle durch einen Brand schwer beschädigt wurde. Doch wieder war es der Sympathisant Mortensen, der die Halle wieder aufbaute. Die neue Askerhalle wurde 1973 eröffnet. Nach der erneuten Vizemeisterschaft 1974, gelang 1975 zum ersten Mal der große Coup mit der Meisterschaft. 1979 konnte das Team die zweite Meisterschaft feiern, womit die 1970er-Jahre als die besten Jahre von Frisk Asker gelten.
In den 1980er-Jahren spielten die Tigers auch in der 1. Liga Eishockey, aber an die großen Erfolge der Vorjahre kamen sie nicht mehr heran. Einzig eine Vizemeisterschaft sprang 1986 heraus. Nach turbulenten Jahren mit finanziellen Problemen und einer Fusion mit dem lokalen Eishockeyklub Holmen, musste der Club unter dem neuen Namen Asker Hockey den Abstieg antreten. 1995 schaffte der Verein die Rückkehr in die höchste Liga unter dem neuen Namen IF Frisk Asker, nachdem er die unproduktive Kooperation mit Holmen beendet hatte. Dank großer Unterstützung der Stadt Asker und der zahlreichen Anhänger konnte sich die Mannschaft schnell wieder in der Spitze etablieren und feierte 2002 die dritte Meisterschaft. Der vierte Erfolg konnte im Jahr 2019 gefeiert werden.

## Trainer
- Barry Smith 1984–1986
- Henry Hamberg 1996–1998

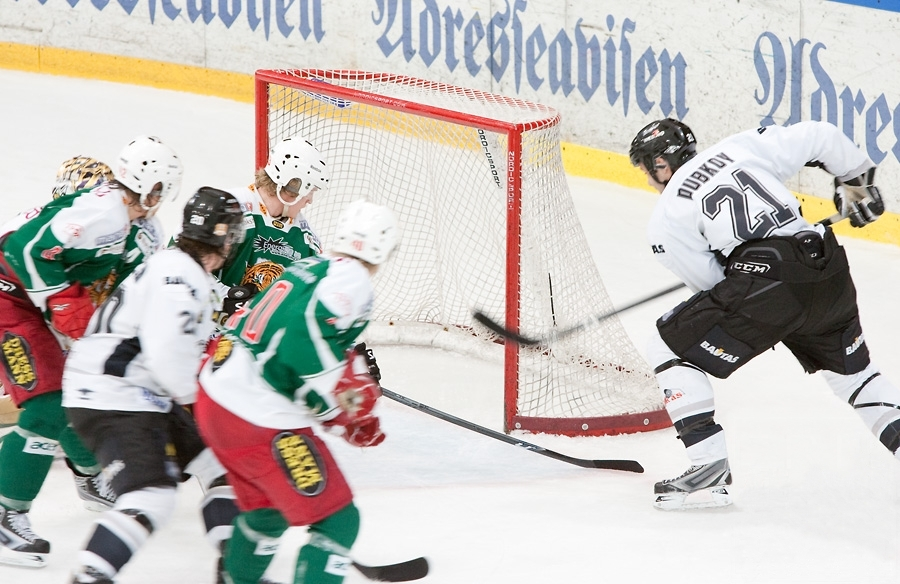
Spieler der Frisk Tigers (grün) gegen den Rosenborg IHK

- Serge Boisvert 1998–2003
- Ulf Weinstock 2003–2004
- Jan Votruba 2004–2005
- Esa Tikkanen 2005–2006
- Patrik Christer Ross 2006–2007
- Sune Bergman 2007–2010
- Mats Lusth 2010–2011
- Tomas Sandlin 2011–2012
- Sune Bergman 2012–2018
- Scott Hillman 2018
- Jan André Aasland seit 2018

## Bekannte ehemalige Spieler
- Thor Martinsen
- Per Dahl
- Vidar Johansen
- Birger Jansen
- Tore Wålberg
- Morten Varsla
- Trond Skar
- Nils Nilsen
- Chris Abbott
- Cam Abbott
- Mats Zuccarello Aasen
- Kyle McDonough
- Morten Johansen
- Vidar Wold